# ریدر، آرکانزاس
ریدر (به انگلیسی: Reader) یک منطقهٔ مسکونی در ایالات متحده آمریکا است که در آرکانزاس واقع شده‌است. ریدر ۶٫۰۶ کیلومتر مربع مساحت و ۶۶ نفر جمعیت دارد و ۵۹ متر بالاتر از سطح دریا واقع شده‌است.